# Carta de Neacșu

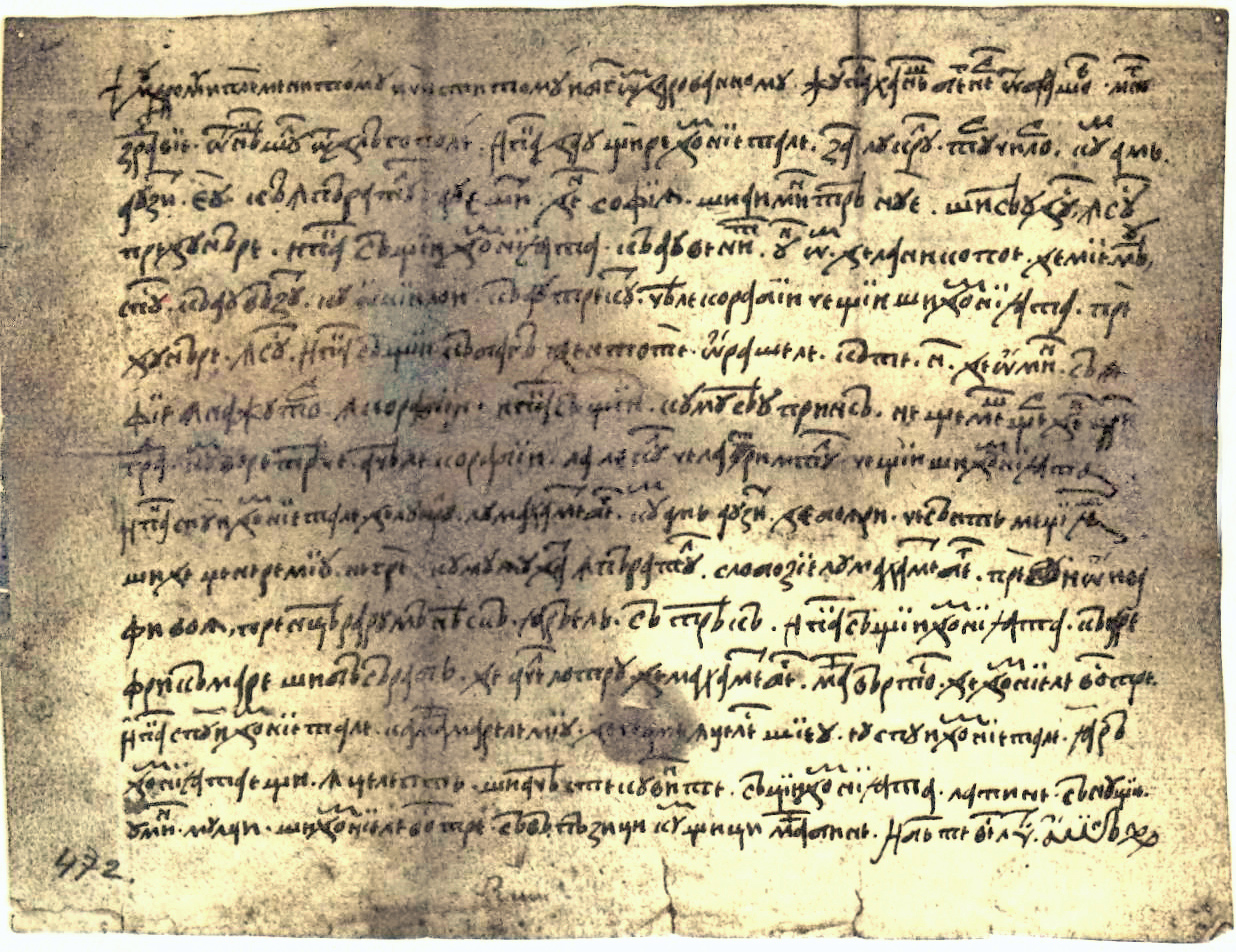
A carta de Neacșu é o documento conhecido mais antigo escrito em romeno.

A carta de Neacșu de Câmpulung  é o documento conhecido mais antigo em língua romena. Escrita usando o alfabeto cirílico, foi enviada por Neacșu Lupu a Johannes Benkner, de Brașov, Transilvânia, para avisá-lo do iminente ataque do Império otomano. Foi descoberta por Nicolae Iorga nos arquivos de Brașov, onde continua atualmente. 
Neacșu Lupu foi um mercador valaco do século XVI, mencionado pela primeira vez durante o reinado de Vlad cel Tânăr (1510 - 1512).

## História
A carta de Neacșu de Câmpulung a Hans Benkner de Brașov foi provavelmente escrita a 29 ou  30 de junho de 1512, na cidade de Câmpulung. A data não aparece mencionada na carta, mas pode ser deduzida dos acontecimentos e das pessoas que se mencionam nela. 
Foi descoberta em 1894 por  Friedrich Stenner nos Arquivos Nacionais do distrito de Brașov.

## Conteúdo
O texto da carta está escrito em alfabeto cirílico e é composto de três partes. A introdução está em eslavo, e diz assim: "Ao mais sábio e venerável e por Deus dotado mestre Hanas Benkner de Brașov, todo o melhor, de Neacșu de Câmpulung". 
Após a introdução, a carta está escrita em romeno antigo, o qual é muito similar ao atual. O linguista Aurel Nicolescu afirmou que ao menos 175 palavras das 190 que aparecem na carta são de origem latina, sem contar as palavras repetidas nem os nomes próprios. Aparecem formas incorretas de algumas palavras devido à dificuldade de representar alguns sons romenos como ă e î/â usando o alfabeto cirílico.
A carta de Neacșu Lupu continha um segredo de grande importância, porque avisa a Benkner sobre a invasão otomana da Transilvânia e da Valáquia, que estava preparando-se a sul do Danúbio. 
Há na carta várias expressões eslavas, como "i pak", que tem um significado similar ao latim "idem", mas é empregue também para marcar o começo de uma nova frase, pois o texto não emprega sinais de pontuação. Outra palavra eslava é "za", que significa "a respeito de". 
A carta finaliza com outra frase em búlgaro médio: "E que Deus te traga a felicidade. Amém."